# Vassilis Rapanos
Vassilis Rapanos (Grieks: Βασίλης Ράπανος;) (Kos, 21 september 1947) is een Griekse econoom. Hij was gevraagd als minister van Financiën van Griekenland in het kabinet Samaras maar kon deze functie wegens gezondheidsproblemen niet vervullen.

## Leven en werk
Vassilis Rapanos heeft bedrijfskunde en economie aan de Athene universiteit voor economie en bedrijfskunde (Οικονομικό Πανεπιστήμιο Αθηνών) gestudeerd. Tijdens het  kolonelsregime was Rapanos als student  lid van een verzetsgroep die o.a bomaanslagen op militaire installaties pleegde. Hij werd in 1969 gearresteerd en veroordeeld tot een gevangenisstraf en kreeg in 1973 gratie. Hierna studeerde hij in Athene af en vertrok naar Canada waar hij in 1982 zijn doctoraal behaalde aan de Queen's University in Kingston.

Terug in Griekenland was hij werkzaam bij het centrum voor Planning en Economisch Onderzoek. Van 1998 tot 2000 was hij de voorzitter van de raad van bestuur van de OTE. In 2001 gaf hij leiding aan het comité wat de invoering van de  euro in Griekenland moest begeleiden.  Voor hij minister werd was hij voorzitter van de raad van bestuur van de  Nationale Bank van Griekenland, een van de grootse banken van Griekenland en hiernaast was hij docent. Op 22 juni 2012 zou hij als minister worden beëdigd maar hij moest voor die tijd opgenomen worden in het ziekenhuis vanwege gezondheidsklachten. Op 25 juni 2012 bood hij zijn ontslag aan wegens gezondheidsredenen.
- Gemeinsame Normdatei: 170483606
- International Standard Name Identifier: 0000 0000 7384 2023
- Library of Congress Control Number: n85112978
- Virtual International Authority File: 16200154
- WorldCat: E39PBJrCgrfr6DpFf87MKwYpT3